# Djeco
Djeco is een Franse speelgoedfabrikant uit Parijs en voornamelijk gespecialiseerd in speelgoed voor jonge kinderen. Het bedrijf is in 1954 opgericht door de moeder van de huidige eigenaar, Frederick Michel Dales. Ze opende een klein winkeltje, om haar passie voor speelgoed een plek te kunnen geven. Dales nam het bedrijf in 1990 van zijn moeder over en werkte het bedrijf op tot marktleider.
Djeco heeft een breed aanbod van onder andere knutselpakketten, trekfiguren, lampen, stapelblokken, keukentjes en puzzels. De producten onderscheiden zich in hun artistieke kwaliteiten van andere fabrikanten, zo hebben de dozen van puzzels de vorm van het onderwerp van de puzzel (bijvoorbeeld een kasteel of koe).